# Turnišće Klanječko
 Turnišće Klanječko  falu Horvátországban Krapina-Zagorje megyében. Közigazgatásilag Veliko Trgovišćéhez tartozik.

## Fekvése
Zágrábtól 25 km-re északra, községközpontjától  4 km-re nyugatra Horvát Zagorje területén és a megye délnyugati részén fekszik.

## Története
A településnek 1857-ben 123, 1910-ben 182 lakosa volt. Trianonig Varasd vármegye Klanjeci járásához tartozott.  2001-ben 66 lakosa volt.

## Külső hivatkozások
- Veliko Trgovišće község hivatalos oldala
- A plébánia honlapja